# Frans Lasson
Frans Lasson (Geburtsname Frans Hjertholm; * 20. Oktober 1935; † 22. März 2009) war ein dänischer Opernsänger und Schriftsteller, der für seine Bücher sowohl mit dem Georg-Brandes-Preis als auch mit dem Søren-Gyldendal-Preis ausgezeichnet wurde.

## Leben
Lasson war der Sohn des Filmproduzenten Poul Hjertholm, nahm aber später als Künstlername den Geburtsnamen seiner Mutter an. Nach dem Abitur an der Metropolitanskolen studierte er zwischen 1954 und 1958 Literaturwissenschaft an der Universität Kopenhagen, ehe er anschließend eine Ausbildung zum Opernsänger an der Opernakademie in Kopenhagen sowie dem Königlich Dänischen Musikkonservatorium (Det Kongelige Danske Musikkonservatorium) und schloss diese 1967 mit einem Examen ab.
Danach war er von 1967 bis 1990 als Opernsänger an Det Kongelige Teater und trat in Rollen wie die des Don Cassandro in La finta semplice von Wolfgang Amadeus Mozart, Geronte de Ravoir in Manon Lescaut, Cesare Angelotti in Tosca und des Onkel Bonze in Madama Butterfly von Giacomo Puccini sowie des Pietro in Simon Boccanegra von Giuseppe Verdi auf. Während dieser Zeit war er zwischen 1974 und 1977 auch Mitglied des Vorstands der Vereinigung der Opernsolisten des Königlichen Theaters.
Neben seiner Arbeit als Opernsänger gründete er 1975 die Karen-Blixen-Gesellschaft und blieb bis 1985 deren Vorsitzender. Darüber hinaus war er Vorstandsmitglied des 1958 von Karen Blixen gegründeten Rungstedlundfonden, der das Karen Blixen Museum in Rungsted Kyst unterhält. Während dieser Zeit war er zwischen 1976 und 1985 auch Mitherausgeber der Blixeniana, des Jahrbuchs der Karen Blixen-Gesellschaft.
Lasson schrieb nicht nur Bücher über Karen Blixen, die zugleich eine entfernte Verwandte von ihm war, sondern auch über andere Persönlichkeiten wie Paul Claudel, Sophus Claussen, Olaf Bull und Frank Jæger sowie Gedichte.
1989 erhielt Lasson, der 1988 das Ritterkreuz des Danebrog-Ordens verliehen bekam, für seine zweibändige Biografie über den norwegischen Dichter Olaf Bull mit dem Titel Olaf Bull. Brev fra en dikters liv den Georg-Brandes-Preis. Im Jahr 2000 wurde er außerdem mit dem Søren-Gyldendal-Preis ausgezeichnet.

## Veröffentlichungen
- Ode til døden, 1962 (Gedichte).
- Tragisk himmel, 1966 (Gedichte).
- Karen Blixen: Efterladte fortællinger, 1975.
- Caroline Carlsen: Erindringer om Karen Blixen - Fortalt til Frans Lasson, 1976.
- Sophus Claussen og hans kreds. En digters liv i breve, 2 Bände, 1984.
- Kilden og flammen - En bog til Thorkild Bjørnvig, 1988.
- Rørbyes tegninger, 1992.
- Karen Blixen på Rungstedlund, 1994 (Liedbuch).
- Sonetkrans til Karen Blixen : en lyrisk fantasi, 2000, ISBN 87-88190-50-1
- Karen Blixens Rungstedlund, 2001.

in deutscher Sprache
- Tania Blixen, ihr Leben in Dänemark und Afrika : eine Bildbiographie, 1987, ISBN 3-421-06341-9
- Tania Blixen. Briefe aus Afrika : 1914 - 1931, Originaltitel Blixen, Tania: Breve fra Afrika, 1993, ISBN 3-499-13224-9